# Ronald Eguino
Ronald Eguino Segovia (Cochabamba, 20 febbraio 1988) è un calciatore boliviano, difensore del Bolívar.

## Carriera

### Nazionale
Viene convocato per la Copa América Centenario negli Stati Uniti.